# 水の星へ愛をこめて
「水の星へ愛をこめて」（みずのほしへあいをこめて、英語: For Us to Decide）は、森口博子の楽曲。森口のデビューシングルとして、1985年8月7日にキングレコードの社内レーベルであるスターチャイルドから発売された。
表題曲はテレビアニメ『機動戦士Ζガンダム』全50話の後期オープニングテーマとして、カップリング曲の「銀色ドレス」は『機動戦士Ζガンダム』第20話「灼熱の脱出」の挿入歌として使用された。

## 背景

### 本作でデビューするまでの森口博子
4歳で歌手を夢見て、風呂のないアパートで母と姉3人と歌の力とともに暮らし、中学生になってからはオーディションで全滅していた森口は、1985年にNHK『勝ち抜き歌謡天国』全国名人大会で準優勝し、キングレコードからスカウトされた。
キングレコードのディレクターから声質を認められ、5月のオーディションに合格、6月にレコーディングをして7月に上京した。ディレクターは「この曲は何年たっても、大人になっても歌える曲だから。君にはそんな歌手になって欲しいんだよ」と話した。キャッチフレーズは「よかった、君がいて」で、「歌を聴いた人に“博子ちゃんの歌があってよかった”“博子ちゃんがいてくれてよかった”と思ってもらえるような、そんな人になってほしい」という意味が込められている。

### 本作以後の森口博子
本曲はヒットしたものの、同じ事務所に同期の松本典子がいたため、リストラ候補に挙げられていた。アニメ雑誌こそカラーで森口を特集したが、アイドル雑誌での扱いは小さく、同期のアイドルは2ページくらいの記事が組まれる一方で、森口は情報欄に載る程度であった。レコード会社では同期の中山美穂を推していた。当時のアニソン歌手は日の当たらない存在で、森口は期待された人材ではなかった。
顔と名前を覚えてもらうため、帽子をかぶり、三つ編みにした髪型の毛先にリボンを結んで「お馴染みの帽子、三つ編み、リボンスタイル」を「三種の神器」として芸能活動をした。しかし当時はリストラ寸前で、事務所の組織表から森口の名前が消えており、ガンダムの後は使い道がないという事務所の空気を森口は読み取っていた。森口はどうしても芸能活動を続けたいと泣きつき、テレビのバラエティー番組の仕事を次々に引き受けた。森口不要論は事務所の統一見解ということはなく、森口を応援する事務所スタッフもいた。森口は「元祖バラドル（バラエティーアイドル）」となりマルチな才能を発揮した。
キングレコードは根気強く森口の作品群を生産したが、ガンダムとは無関係な森口のレコードは売れなかった。森口がレコード店に行くと、正統派アイドル松本典子のレコードは専用棚が設置され、森口のレコードは店の片隅に追いやられていた。やきもきした森口は「レコードが売れないんじゃなくて、売ってないんじゃないんですか?!」と聞いたこともあった。バラエティー出演で多忙となったが「その先に歌がある」と考えてガンダム主題歌を歌い続けた。森口のガンダムソング作品群の原点が「水の星へ愛をこめて」である。
『機動戦士ガンダム』放送40周年の2019年、アルバム『GUNDAM SONG COVERS』（規格品番: KICS-3790）がデビューシングルと同じ8月7日にリリースされ、本曲はジャズバイオリニスト寺井尚子とのコラボバージョンを収録した。この企画アルバムは日本作曲家協会主催の第61回日本レコード大賞で「企画賞」を受賞し、テレビアニメ『機動戦士Ζガンダム』の映像を背景に本曲を披露した。2022年4月、広瀬香美のYouTubeチャンネルにて広瀬のピアノで本曲を歌唱した。
2022年7月4日、毎日新聞社主催チャリティーコンサート「谷村新司プレミアムコンサート　生きる2022〜小児がんなど病気と闘う子どもたちとともに〜」（Bunkamuraオーチャードホール）にて、闘病する子供と家族や美智子上皇后らが本曲を鑑賞した。

## 制作

### 水の星へ愛をこめて
テレビアニメ『機動戦士Ζガンダム』の総監督・富野由悠季は、従来のロボットアニメ主題歌とは一線を画する歌を求め、渡米してニール・セダカに楽曲をリクエストした
。ニール・セダカは「カレンダー・ガール」などを大ヒットさせた1960年代のポップスターである。富野とセダカは当時のアニメファンの想像を超えた組み合わせであった。鮎川麻弥が担当する前期オープニングテーマ「Ζ・刻をこえて」およびエンディングテーマ「星空のBelieve」は、ニール・セダカのカバーである。
1985年3月に『機動戦士Ζガンダム』は放送を開始し、同月のNHK『勝ち抜き歌謡天国』全国名人大会における森口の準優勝曲はニール・セダカとハワード・グリーンフィールドが作詞作曲をした「ボーイ・ハント」であった。森口は約6,000人から『機動戦士Ζガンダム』後期オープニングテーマの歌手に選ばれた。本曲はニール・セダカの「For Us to Decide」という未発表のストック曲にアレンジと日本語詞を加えたもので、富野がロサンゼルスのセダカ宅を訪ねて交渉し、提供された。当時の森口は哲学的な歌詞を難しく思ったが、ディレクターから「上手に歌おうと思わなくていいから、とにかく丁寧に歌ってね。特に語尾を大事に歌ってね」「大きな気持ちで歌ってね」と言われ、これを歌の基本姿勢にしている。
脇役に共感するとガンダムの物語の魅力が増すため、その背景を表現したいと森口は考えるようになった。コンサートでも歌唱のアレンジを変えないようにしている。年を重ねれば声は変わるが、ガンダム30周年に総監督・富野由悠季から「声が変わることは問題じゃないよ」「曲をもらったときの新鮮な気持ちを忘れずに、基本に返ってその曲に向き合えることがいちばん大事だよ」と勇気づけられた。
「この曲は何年経っても、君が大人になっても歌える曲だからね」という当時のディレクターの言葉の通り、2025年現在も森口の定番曲である。ディレクターは40代で死去したが、森口は歌うたびに彼を思い出すという。

### 銀色ドレス
テレビアニメ『機動戦士Ζガンダム』総監督の富野由悠季が井荻麟のペンネームで作詞した。1985年7月20日放送の第20話「灼熱の脱出」の挿入歌として流れた。

## 批評
『CDジャーナル』は「爽やかでジューシィな声、健康的な容姿、文句ないデビューだったのだ」「伸びやかで溌溂とした歌い方が新鮮」と評価している。
「水の星へ愛をこめて」は「フルバージョンで聞いても、コード進行や曲の展開が秀逸」「ガンダムMk-IIのシーンから始まり、タイトルが表示されると同時に曲が始まるとテンションが上がる」「キレイで素敵だけど力強さもある」などの理由でリスナーから高評価を得ている。スネアドラムの残響やキーボードの音色に当時の懐かしさがあると評される。ウェブメディア・リマインダーは「切なさ、儚さ、祈りを込めた歌声、声量に余力を残したテクニックは本物」という旨の評価をした。
『アニメディスクガイド80's』（MOBSPROOF編集部著）は「銀色ドレス」を「馬飼野康二が乙女チックな井荻リリックに全力で乗ったサウンドが光る、これまた本気で泣ける名曲」と評価した。

## 記録
2018年5月5日、「水の星へ愛をこめて」はBSプレミアム生放送番組『発表!全ガンダム大投票』ガンダムソング部門1位を獲得した。投票総数は174万280票。361曲の中から選出され、3位にも森口の「ETERNAL WIND〜ほほえみは光る風の中〜」がランクインし、森口は感動で涙を流した。放送後、森口は公式ブログにて「みんなの魂に、未来に届くように一音入魂で。私たちが住んでいる水の星へ愛をこめて歌い続けます」と述べた。セダカのツイッターアカウントにお礼のメッセージを送ったところ、「たくさんの人に愛されていることを喜んでいます。たくさんのいい音楽が必要となる時代なので活躍し続けることを心から願っています」という返信があった。セダカは2019年に80歳を迎えたが、森口も80代まで歌い続けることを目標にしている。
「水の星へ愛をこめて」収録アルバム『GUNDAM SONG COVERS』の第2弾『GUNDAM SONG COVERS 2』（2020年9月16日、規格品番: KICS-3926）は、ファン投票により収録曲が決定され「銀色のドレス」が2位に選出された。

## 収録曲
| 全編曲: 馬飼野康二。 |                        |          |                |
| #                    | タイトル               | 作詞     | 作曲           |
| 1.                   | 「水の星へ愛をこめて」 | 売野雅勇 | ニール・セダカ |
| 2.                   | 「銀色ドレス」         | 井荻麟   | 馬飼野康二     |

## カバー
| アーティスト                                              | 収録作品（初出のみ）                                                                    | 発売日             | 規格品番           | 備考                                                                                       |
| 水の星へ愛をこめて                                        | 水の星へ愛をこめて                                                                      | 水の星へ愛をこめて | 水の星へ愛をこめて | 水の星へ愛をこめて                                                                         |
| --------------------------------------------------------- | --------------------------------------------------------------------------------------- | ------------------ | ------------------ | ------------------------------------------------------------------------------------------ |
| 山野さと子                                                | 『テレビまんがベスト16 男の子向き』 『最新 テレビまんが大行進』                         | 1985年11月21日     | CPY-129 CPY-131    | 日本コロムビア版カバー音源。前田俊明編曲。                                                 |
| - 熊谷弘指揮 - キング・フィルハーモニー・オーケストラ演奏 | 『機動戦士ガンダム コンサート・スペシャル・ライブ』                                     | 1992年2月5日       | KICA-85            | コンサートは1991年11月24日に名古屋市総合体育館レインボーホールにて開催された。             |
| MIQ                                                       | 『スーパーロボット大戦 ボーカルコレクション ROBONATION1』                               | 1997年5月16日      | FSCA-10004         |                                                                                            |
| 石田燿子                                                  | 『ウルトラアニメユーロビートシリーズ パラパラMAX4〜THE POWER OF NEW ANIMATION SONGS〜』 | 2001年6月22日      | PICA-1229          |                                                                                            |
| 藤原いくろう                                              | 『Eternal Love animation healing music』                                                | 2002年9月25日      | MJCG-80107         |                                                                                            |
| 下川みくに                                                | 『Remember 〜青春アニソンハウスアルバム〜』                                             | 2006年3月15日      | PCCA-02239         |                                                                                            |
| リッチー・コッツェン                                      | 『哀 戦士 Z×R』                                                                         | 2006年3月22日      | BVC2-34022         | - タイトルは「Blue Star」に変更されている。 - 英語詞。                                     |
| 米倉千尋                                                  | 『Ever After』                                                                          | 2008年6月25日      | KICS-1366          |                                                                                            |
| 田中理恵                                                  | 「水の星へ愛をこめて」                                                                  | 2009年1月1日       |                    | デジタルシングルとしてリリースされた。                                                     |
| 2dholik                                                   | 『EXIT TRANCE PRESENTS SPEED アニメトランス ビター』                                    | 2009年8月19日      | QWCE-00119         | タイトルは「FOR US TO DECIDE (水の星へ愛をこめて) feat.mi-mi」。                           |
| 橋本みゆき                                                | 『ガンダムトリビュート from Lantis』                                                    | 2009年12月9日      | LACA-5985          | ガンダムシリーズの楽曲を収録したトリビュート・アルバム。                                   |
| 岩男潤子                                                  | 『Anison Acoustics』                                                                    | 2011年10月26日     | JICD-008           |                                                                                            |
| arlie Ray                                                 | 『Re: covered』                                                                         | 2016年6月15日      | SCMD-145           |                                                                                            |
| Max Lux                                                   | 『砂の果実 Fujiyama Paradise Tribute』                                                  | 2016年11月16日     | PCCA-04453         | Max Luxは、売野雅勇がプロデュースするロシア出身の女性ユニット。                            |
| 鈴華ゆう子                                                | 『CRADLE OF ETERNITY』                                                                  | 2016年11月23日     | AVCD-93526         | 数量限定生産盤のDisc 2に収録。                                                             |
| SUGIZO feat. コムアイ                                     | 『機動戦士ガンダム 40th Anniversary Album 〜BEYOND〜』                                  | 2020年6月24日      | SRML-1008/10       | TVアニメ版『機動戦士ガンダム THE ORIGIN』のエンディングテーマ（第5話 - 第8話）として使用。 |
| （帝子ボンボン）                                          | 『君の青春は輝いているか』                                                              | 2022年6月22日      | FJ231/2            |                                                                                            |